# Алгирдас Жулиен Греймас
Алгирдас Жулиен Греймас (на френски: Algirdas Julien Greimas; рождено име Алгирдас Юлиус Греймас, на литовски: Algirdas Julius Greimas) е френски учен от литовски произход.
Езиковед, фолклорист и литературовед, той е смятан за най-значимия (наред с Ролан Барт) от френските семиотици.

## Биография
Учи в различни училища, като завършва гимназия в Мариямполе, Литва, изучава право в Университета „Витовт Велики“ в Каунас и лингвистика в Гренобъл (1936 – 1939). Връща се в Литва (1939), за да отбие военната си служба.
От 1944 г. отново работи във Франция. През 1949 г. получава докторска степен в Сорбоната. Преподава в Александрия, Истанбул, Поатие. От 1963 г. оглавява семиотическите изследвания в Париж.
Със своето учение в областта на лингвистиката той добавя към семиотичната теория темата за сигнификацията и полага основите на Парижката школа по семиотика.
Сред основните приноси на Греймас са неговата концепция за изотропията, актантната схема, наративната програма и семиотиката на естествения свят. Известен е и неговият семиотически квадрат, наричан често „Квадрат на Греймас“. Бил е влиятелен в областта на семиотичното литературознание.
Погребан е в Каунас.